# Hermann Winnefeld
Hermann Winnefeld (* 4. September 1862 in Überlingen; † 30. April 1918 in Berlin) war ein deutscher Klassischer Archäologe.

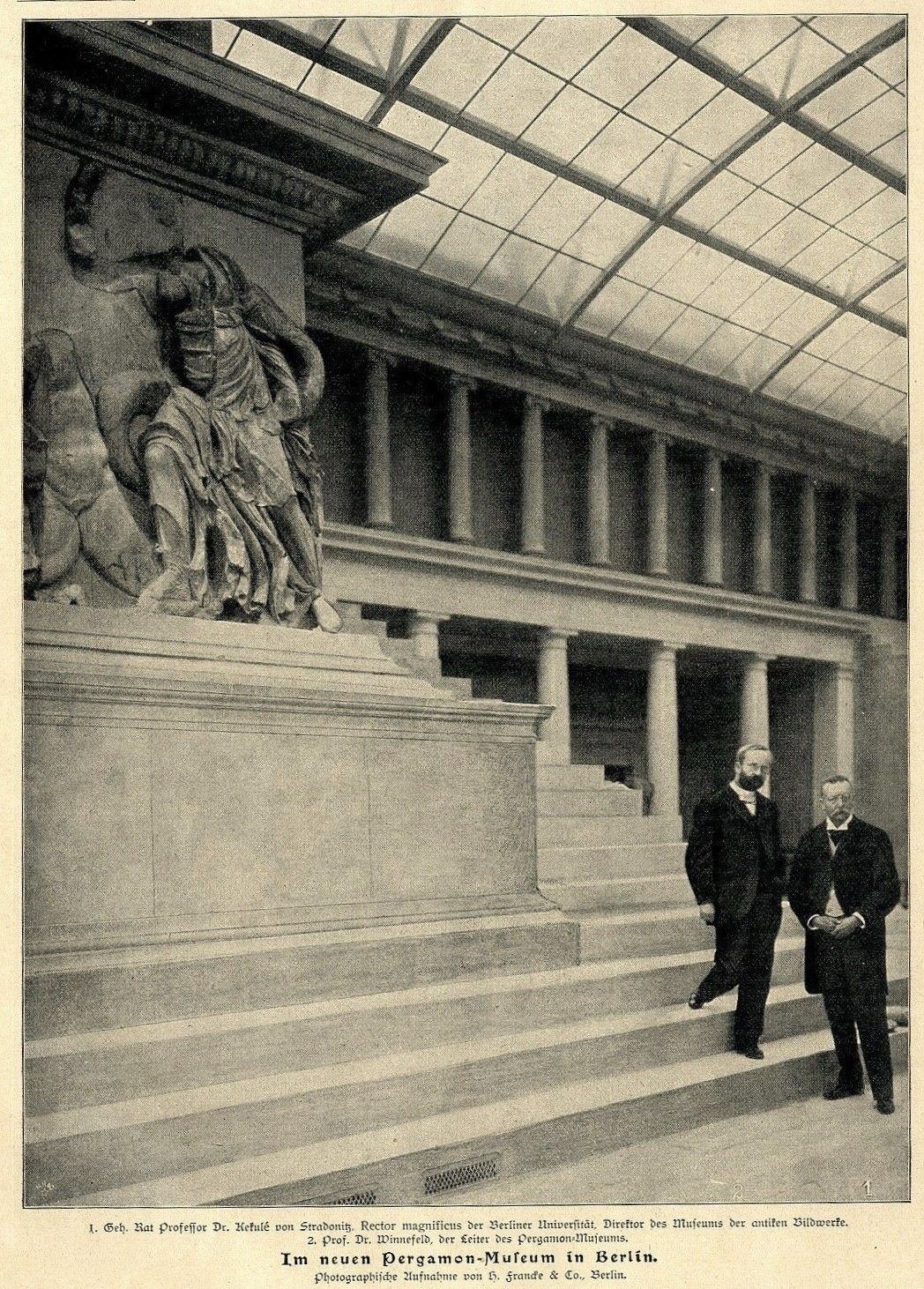
Hermann Winnefeld (links) neben Reinhard Kekulé von Stradonitz, 1901 im Neuen Pergamonmuseum

## Leben
Hermann Winnefeld besuchte das Gymnasium in Karlsruhe, wo er im Herbst 1880 sein Abitur ablegte. Nach einem Jahr Militärdienst nahm er 1881 an der Universität Heidelberg ein Studium der Klassischen Philologie und Archäologie auf. Friedrich von Duhn war sein prägendster Lehrer in Heidelberg. 1884 wechselte er an die Universität Bonn, wo er von den Altphilologen Franz Bücheler und Hermann Usener ebenso geprägt wurde wie vom Archäologen Reinhard Kekulé von Stradonitz. Winnefeld war somit, wie damals üblich, nicht nur als Archäologe, sondern auch als Philologe geschult und legte 1886 die Staatsprüfung für das höhere Lehramt ab. Sein Volontariat leistete er am Karlsruher Gymnasium ab. Vom Sommer 1886 bis Mitte 1887 war er zugleich als Assistent an den Karlsruher Museen tätig und verfasste in dieser Zeit eine 1887 veröffentlichte Beschreibung der Vasensammlung und eine Schrift mit dem Titel Hypnos, die als Festschrift für Kekulé von Stradonitz gedacht war. Unterbrochen wurde die Zeit in Karlsruhe durch einen weiteren Aufenthalt im Herbst 1886 in Bonn, wo er an seiner Dissertation arbeitete. Die Promotion erfolgte 1887 mit einer Arbeit zum Thema Sortes Sangallenses ineditae.
Es folgten von 1887 bis 1889 zwei Jahre, in denen Winnefeld als Reisestipendiat des Deutschen Archäologischen Instituts Italien und Griechenland bereiste. Kurz nach seiner Rückkehr wurde er im Herbst 1890 Hilfsarbeiter an den Berliner Museen. Fünf Jahre später wurde er im Herbst 1895 als außerordentlicher Professor an die Universität Münster berufen, kehrte aber schon nach einem Jahr als Direktorialassistent an die Berliner Skulpturensammlung zurück. In dieser Position verblieb Winnefeld bis zu seinem Tode, seit 1906 zusätzlich als stellvertretender Direktor der Sammlung. Seit 1897 lehrte er zudem als Privatdozent an der Berliner Universität. Winnefeld verstarb überraschend im Alter von 55 Jahren. Sein Nachfolger als stellvertretender Direktor der Antikensammlung wurde Robert Zahn.
Hermann Winnefeld machte sich weniger einen Namen durch große Ausgrabungen, bedeutende Monografien oder die Bildung einer wissenschaftlichen Schule, sondern durch die Beendigung vieler Arbeiten anderer Archäologen, die aus verschiedensten Gründen nicht von ihren eigentlichen Autoren beendet werden konnte. Somit erscheint Winnefeld häufig nur neben anderen Autoren oder gar nicht in den von ihm betreuten Werken. In zum Teil großer Selbstlosigkeit bemühte er sich um das Fortkommen vieler Arbeiten und half, wo er nur konnte, anderen Archäologen bei deren Arbeiten. Dennoch verfasste Winnefeld eigene Schriften, die zum Teil noch heute als vorbildlich angesehen werden. Als Hauptwerke gelten seine Monografie über die Villa Adriana in Tivoli aus dem Jahr 1895 sowie die Beschreibung der Friese des großen Altars von Pergamon. In einem Nachruf wurde er wie folgt beschrieben: „Gründliches Wissen, peinliche Pflichttreue und Zuverlässigkeit vereinten sich in ihm mit seltener Selbstlosigkeit, Bescheidenheit und wahrer Liebenswürdigkeit“.

## Schriften
- Die Villa des Hadrian bei Tivoli. Aufnahmen und Untersuchungen. Jahrbuch des Deutschen Archäologischen Instituts, Ergänzungs-Heft 3. Reimer, Berlin 1895 Volltext
- Altgriechisches Bronzebecken aus Leontini, Programm zum Winckelmannsfeste der Archäologischen Gesellschaft zu Berlin 59, Berlin 1899 Volltext
- Hellenistische Silberreliefs im Antiquarium der Königlichen Museen, Programm zum Winckelmannsfeste der Archäologischen Gesellschaft zu Berlin 68, Berlin 1908 Volltext
- Beschreibung der Friese des großen Altars von Pergamon, Reimer, Berlin 1910 Volltext
- mit Bruno Schulz: Baalbeck, Band 1, Vereinigung wissenschaftlicher Verleger, Berlin 1921
- mit Daniel Krencker, Theodor von Lüpke: Baalbek, Band 2, Vereinigung wissenschaftlicher Verleger, Berlin 1923

## Belege
1. ↑  Nachruf o. A. in: Amtliche Berichte aus den Königlichen Kunstsammlungen Berlin, 1939, Nr. 9, Juni 1918, S. 187

| Personendaten    | Personendaten                    |
| ---------------- | -------------------------------- |
| NAME             | Winnefeld, Hermann               |
| KURZBESCHREIBUNG | deutscher Klassischer Archäologe |
| GEBURTSDATUM     | 4. September 1862                |
| GEBURTSORT       | Überlingen                       |
| STERBEDATUM      | 30. April 1918                   |
| STERBEORT        | Berlin                           |